# Dị ứng xi măng
Dị ứng xi măng là tình trạng viêm da tiếp xúc, do cơ thể tiếp xúc với xi măng trong một thời gian dài, thường từ 3 tháng đến 1 năm. Đây là một tình trạng viêm da có tham gia của yếu tố dị ứng và yếu tố gây kích ứng là Crom (Cr) hóa trị 6 có trong xi măng.

## Lịch sử bệnh
Các trường hợp dị ứng xi măng (viêm da tiếp xúc với xi măng) đầu tiên được mô tả vào năm 1908 và 1925, thời kỳ xây dựng hệ thống tàu điện ngầm ở Pa-ri và Luân Đôn. Từ đó đã nhanh chóng trở thành một bệnh da dị ứng tiếp xúc phổ biến đối với công nhân ở các nước có ngành công nghiệp sản xuất xi măng và sử dụng xi măng phát triển.
Năm 1966, Kligman đã chứng minh được potassiun dichromate có trong xi măng là một hapten cực mạnh có thể kích ứng viêm da dị ứng tiếp xúc thì người ta đã có một số biện pháp dự phòng bằng cách cho sulfate sắt vào xi măng để làm giảm lượng Crom hoá trị 6 hoà tan trong nước, và như thế sẽ làm giảm tính kích ứng  của xi măng.
Việc sử dụng test áp da với dầu potassiun dichromate 0,5% để phát hiện những người bị dị ứng tiếp xúc với xi măng để có biện pháp dự phòng một cách hiệu quả.
Đặc biệt, ngày 17 tháng 1 năm 2005, Hiệp Hội châu Âu đã cấm tiếp thị và sử dụng xi măng có chứa Crom hoá trị 6 hoà tan trong nước trên 2 phần triệu, nên chắc chắn trong tương lai tỉ lệ viêm da tiếp xúc với xi măng (dị ứng xi măng) ở các nước châu Âu sẽ tiếp tục được cải thiện một cách đáng kể.
Hiện nay trên thế giới tỉ lệ viêm da tiếp xúc với xi măng trên công nhân thuộc ngành xây dựng dao động từ 2 đến 15%: Phần Lan 2 - 6,8%, Thụy Điển, Đan Mạch, Hà Lan khoảng 15,5%. Ở Việt Nam tỉ lệ viêm da trong ngành xây dựng là rất cao khoảng 53,69%, trong đó tỉ lệ các bệnh da dị ứng là 31,28%.
Tại Việt Nam, tồn tại một lượng lớn xi măng sản xuất tại địa phương thấy có hiện tượng dị ứng gấp nhiều lần các loại xi măng được sản xuất trên dây chuyền hiện đại.

## Triệu chứng
Trên bề mặt da, thường là nơi tiếp xúc trực tiếp với xi măng có các tổn thương sau: Ngứa, khô da, da bong vảy, mụn nước, sẩn đỏ, nứt rạn da hoặc sừng hóa, lở loét bội nhiễm, mụn mủ...
- Sẩn đỏ, mụn nước và ngứa (viêm cấp, chiếm 12 %).
- Giai đoạn xuất tiết trên nền đỏ, có vẩy tiết, nhẵn da và dày da (viêm bán cấp, chiếm 30 %).
- Giai đoạn khô da, bong vẩy, nứt rạn da... thậm chí bội nhiễm, lỡ loét (viêm mạn, chiếm 58 %).

Vị trí viêm da tiếp xúc với xi măng thường  ở đầu các ngón tay, mu bàn tay là chủ yếu, chiếm tỷ lệ 100 % các trường hợp dị ứng xi măng ở nhóm công nhân xây dựng, ở vị trí chân và bàn chân ở  công nhân sản xuất xi măng cao hơn.
Bệnh thuyên giảm khi ngưng tiếp xúc và dễ tái phát khi tiếp xúc với xi măng trở lại, không có tiền sử viêm da thể tạng.

## Cơ chế dị ứng xi măng
Dị ứng xi măng là tình trạng viêm da tiếp xúc do da tiếp xúc với xi măng trong một thời gian đủ dài, với cơ chế phản ứng dị ứng và tự khỏi khi không tiếp xúc với nó nữa.
Dị ứng xi măng chính là viêm da dị ứng tiếp xúc với hợp chất crom hoá trị 6 hoà tan trong nước có trong xi măng và đóng vai trò như một hapten. Phản ứng dị ứng là một rối loạn quá mẫn của  hệ miễn dịch. Phản ứng dị ứng xảy ra để chống lại một chất nào đó trong môi trường được gọi là chất gây dị ứng
Đứng về phương diện miễn dịch, quá trình kích ứng một quá mẫn muộn tiếp xúc diễn ra khoảng một đến hai tuần sau; thời gian để các tế bào lympho đặc hiệu lưu thông đầy đủ qua tuần hoàn máu và bạch huyết. Vì thế cho nên dị ứng xi măng không có ở những người thỉnh thoảng có tiếp xúc với xi măng, mà chỉ có ở công nhân xây dựng, công nhân sản xuất xi măng.
Theo SNAIF (Swiss National Accident Insurance Fund), viêm da tiếp xúc thường xảy ra vào những năm đầu của quá trình lao động nghề nghiệp. Điều này phần nào giải thích viêm da tiếp xúc với xi măng chiếm tỷ lệ cao ở độ tuổi 18 đến 29 tuổi. Mặt khác theo J. Thyssen, ngoài một số yếu tố nguy cơ như mức độ phơi nhiễm, tần suất tiếp xúc, vùng tiếp xúc... viêm da tiếp xúc với xi măng còn bị ảnh hưởng bởi yếu tố thời gian tiếp xúc trong nghề nghiệp. Điều này phần nào giải thích viêm da tiếp xúc với xi măng chiếm tỷ lệ cao ở độ tuổi 50 đến 59 tuổi vì độ tuổi này có thời gian tiếp xúc lâu nhất.

## Điều trị
Dị ứng xi măng chỉ cần không tiếp xúc với xi măng nữa là khỏi, nhưng do mưu sinh buộc phải theo nghề xây dựng, hoặc là công nhân nhà máy xi măng, nên mục tiêu điều trị là hạn chế hiện tượng lở loét, ngứa ở mức độ chịu đựng được để vẫn tiếp tục tiếp xúc với xi măng.
Các biện pháp thường sử dụng là:

### Vệ sinh trong và sau khi tiếp xúc với xi măng
Sau thời gian lao động không tiếp xúc với xi măng nữa (thường là buổi tối) rửa chân tay và tắm rửa sạch bằng nước sạch nhiều lần, có thể dùng acid loãng như vỏ chanh cam chà xát mạnh làm tẩy sạch chất kiềm còn lại trên da.

### Đông tây y kết hợp
Đặc trưng của phương pháp này là chỉ sử dụng thuốc bôi là cao đông y sau khi nghỉ làm, trường hợp bị nặng mới uống thêm thuốc chống dị ứng (Cetirizin 10 mg), tối uống 1 viên, mỗi đợt vài ba ngày.
Thuốc bôi là sự kết hợp giữa: cao cô đặc của vỏ cây hoàng bá (núc nác) đã qua sắc ký loại bỏ chất màu đen có tác dụng chống dị ứng - mỡ corticoide – chất khử kiềm (hỗn hợp có chứa Acetyl salisilic) nhằm loại bỏ các chất kiềm còn sót lại sau khi tắm rửa. Đây là một hỗn dịch kỵ không khí (khi gặp không khí thuốc biến thành màu nâu đỏ) cho nên đòi hỏi phải đóng trong hộp kín. Hỗn dịch dạng Gell này có hiệu quả cao trong chữa dị ứng xi măng. Thuốc có tác dụng nhanh ngay sau 1–2 lần bôi, không có tác dụng phụ, không ảnh hưởng đến sức khỏe, dễ sử dụng.
Phương pháp này ít tốn kém, trường hợp dị ứng xi măng bình thường mỗi tối chỉ cần vệ sinh sạch sẽ chân tay, lau khô rồi bôi thuốc, những ngày không va chạm với xi măng không cần phải bôi thuốc, đa số thợ xây dựng đã chọn phương thức này để khắc phục có hiệu quả tình trạng dị ứng xi măng.

### Tiêm K-cort (tên khác: Triamcinolon/Sivkort/Kafencort)
Thuốc có tác dụng mạnh trong thời gian dài vài tháng, giảm hẳn lở ngứa ở những lần tiêm đầu tiên, nhưng tác dụng giảm dần ở các lần tiêm tiếp theo, từ đó khoảng cách giữa các lần tiêm ngắn dần và tiến tới không có tác dụng nữa. Đồng thời thuốc còn có nhiều tác dụng phụ không mong muốn như, suy mòn cơ thể, teo cơ, bội nhiễm thêm các nhiễm khuẩn mãn tính khác.

### Uống thuốc và bôi thuốc tây kết hợp
Uống thuốc ức chế hiện tượng sinh ra histamin (chất gây hiện tượng ngứa dị ứng), đồng thời sử dụng thuốc bôi tại chỗ tỏ ra có hiệu quả, đặc biệt là không có tác dụng phụ và áp dụng được lâu dài,không có hiện tượng nhờn thuốc. Thuốc uống: KetofHEXAN (Ketotiphen fumarat 1,38 mg tương đượng 1 mg ketotiphen), 3 ngày đầu mỗi ngày uống 1 viên, các ngày sau mỗi ngày uống 2 viên, thời gian kéo dài 1- 2 tháng. Một năm có thể uống 2 đợt như trên. Thuốc còn có tên Ketosan (thuốc nội)
Thuốc bôi: sử dụng các loại thuốc mỡ bôi có corticoit, có chất làm bạt sừng, có thuốc kháng nấm, có thuốc kháng sinh, có thuốc làm mềm da, ẩm da, dưỡng da. Số lượng các loại thuốc và tỷ lệ các loại thuốc thay đổi tuỳ theo từng trường hợp nặng nhẹ của bệnh. Các thuốc trên được trộn thành một hỗn dịch dạng mỡ dùng bôi vào buổi tối sau khi nghỉ, vệ sinh rửa chân tay sạch sẽ, lau khô rồi mới bôi thuốc.
Thuốc có tác dụng tốt, nhiều thợ xây dị ứng xi măng nặng toan tính bỏ nghề nhưng áp dụng biên pháp thứ 2 thấy có hiệu quả, tay chỉ khô ráp không lở loét, không ngứa mặc dù vẫn làm nghề thợ xây tiếp xúc rất nhiều với xi măng. Nhưng thuốc gây buồn ngủ, làm việc kém hiệu quả và có thể gây tai nạn trong khi lao động, giá thành thuốc hơi cao đồng thời phải có sự chỉ dẫn theo dõi thường xuyên của bác sĩ

## Phòng ngừa
Biện pháp bảo hộ lao động hạn chế tiếp xúc với xi măng chỉ được tôn trọng và thực hiện tốt đối với công nhân sản xuất xi măng, đối với công nhân xây dựng thường xem nhẹ và còn do nó hạn chế các thao tác làm việc.